# 天御祖神
天御祖神（あめのみおやがみ）は、日本の固有文字（秀真文字、ヲシテ) で書かれた最古の古文書とされる『ホツマツタヱ』に登場する天地創造の神。

## 解説
古代日本の創造神にあたり、万物の祖（おや）、造物主にあたる存在。キリスト教圏ではGOD、イスラム教圏ではアッラー、中国では天帝と言われる存在に近い形で登場している。
なお、原文のルビ書きやカタカナ書きでは、「アメノミヲヤ」「アメミオヤ」「ミヲヤ」「ミヲヤカミ」等で表記されている。
また、『ホツマツタヱ』と同じ秀真文字で書かれた古文書『ミカサフミ』では、天御祖神の身長は、「800万トメヂ」とあり、その大きさは太陽の直径の約5万3000倍であるとされ、遥かに遠大で偉大な存在として記されている。
『ホツマツタヱ』は、「『妾(めかけ)』などの江戸時代以降使われるようになった言葉も登場していること」、「奈良時代以前の日本語は、母音は８つあり、『ん』の発音もなかったが、ヲシテでは母音が現在と同じ五音であり、古代に作られたのならば入っているはずのない『ん』が入っている」ことなどから、「江戸時代に創作された偽書である」とする主張が主流である。藤原明氏は『日本の偽書』の中で、「『秀真伝』は、偽書以外の何物でもない」と断じている。一方、肯定的な意見としては、記紀との原文比較研究を基にそれらの原書であるとの可能性が主張されている。

## 天御祖神による天地創造
『ホツマツタヱ』は、全編が五七調の長文体で綴られており、「天の巻」「地の巻」「人の巻」からなる三部構成にして、全四十綾(章)、約一万行(ヲシテ十二万字)に及ぶ叙事詩であるが、天御祖神による天地創造は、以下のように描かれている（現代訳と原文[カタカナ書き]）。

### 【現代訳】＜天の巻2＞ 天七代、床御酒の綾より
神が伝えてきた教えによると、まだ天地も定まらず、宇宙もなかった大昔に、天御祖神だけが存在していた。その周りには、「ウビ」と言われる混沌が雲のように漂っていた。
ある時、天御祖神が大きく息を吐くと、「ウビ」が動いて、渦を巻き始めた。いわゆるビックバン（宇宙の創世）が起こった。
渦の中心には、「アメノミハシラ（天の御柱）」が立ち、陽極と陰極に分かれていき、軽い物質が陽極へ、重い物質が陰極へと集まっていった。
広大な宇宙の出来事だが、陽の物質から天空と太陽ができ、陰の物質から地球と月が生まれた。

### 【現代訳】＜地の巻18＞「オノコロ」の由来とまじないの言葉の綾より
昔、天地ができる前、無限の空間に混沌とした世界が広がり、その中に天御祖神が唯一のご存在としていらっしゃった。
ある時、御神意を決し、「ア」の手印（両手で輪の形をつくる）を結んで、その中に大きな息を吹き込まれた。
「ウツホ（空）」を主成分とする天御祖神の息は、混沌の中に、渦を生じさせた。
これを手始めに、天御祖神は手印を駆使して、宇宙をはじめとする万物を創られた。
偉大な志を込めた天御祖神の息で生じた渦の大きさは宇宙空間となり、その渦の中心は竜巻のような柱となり、軽い物質が集まった陽極側に天を創られた。そして、「ウハ」の手印でもって、陰極側に重い物質を集め、地球を創造された。
次に天御祖神は、「カ」の手印で発光物質（万物に活力を与えるもの）を創出され、太陽を創られた。
また、「シ」の手印で清浄の源（万物を鎮静化して清浄化するもの）も創出され、月を創られた。
こうして、天御祖神は、宇宙空間に地球を、天を代表とする太陽と月を造り終えられ、いよいよ地上の万物を創造する作業に取り掛かれた。
天御祖神の御神意は、宇宙に神々の世界を作り上げることが究極の目的だった。その雛型を地球上に作り上げることを目指していたため、自らがこの地球に降臨し、その作業を行うことを決意された。
重い物質(ウビ)のみで創られた地球は、黒くて固いただの岩塊だった。その地球に、まずは、大地を創ろうと、ウツホ（空）の神を馬に変え、風の神を轡にし、光を鞭にして、その馬に天御祖神自らが騎乗され地球に降臨した。
地球に降り立った天御祖神は、「オ」の手印を結び、大地を荒々しく乗り巡ると、その蹄の音は「ホオコホ」と鳴り響き、踏まれた地殻は高熱を発し、溶岩が噴出して山岳が形成された。
次に天御祖神は、「ノ」の手印を結んでゆったり巡ると、噴火は静まり穏やかな風に溶岩も冷えて、黒く堅い土となり蹄の跡には野原と道ができた。
月から清浄な気を降ろすために山に雨を降らせ、その雨粒は、川となって流れ下り、海ができた。
太陽から降ろされる光と熱によって地表は活気を帯びて生物も発生し、生物も植物と動物に分けられて万物が形成された。
これで地球上の環境が完全に整ったので、今度は地上に神の雛型としての人間を誕生させるための整備に取り掛かられた。天御祖神は、「ウハ」の手印を解いて、集めた重い物質(ウビ)を地と天に分けた（これは、人間が知能や物事の道理、善悪を峻別する力を持ち、言葉を持たせるための準備）。
そして物質を構成する五元素を定められ、『ア、イ、ウ、エ、オ』がそれぞれ『ウツボ（空）、カゼ（風）、ホ（火）、ミヅ（水）、ハニ（土）』を表す言葉にされた。全ての物質はこの五元素でできており、五元素の配分によって物質の性状が決まる。
それは生物においても同じで、天御祖神は五元素を等分に配分した生物を人間とされた。天御祖神が造られた初めての人間は、天之御中主で、その子孫が地上の各地に残されることになった。
なお、万物全てが天御祖神から生命を授けられており、地上で生命を終えると、天上に還って星になる。天御祖神は、その星を次なる生命の糧として、再び地上に遣わされる（輪廻）。
たとえ人として知能を与えられたとしても、最初から天の道理をわきまえているわけではないので、天御祖神は人々に『常世の道』を教える者として、国之常立を降ろされた。

### 【原文(カタカナ書き)】＜天の巻2＞ アメナナヨトコミキノアヤ
イニシエノ　アメツチウヒノ
キハナキニ　キサシワカルル
アウノメヲ　ヲハアメトナリ
ヒノワナル　メハクニトナリ

### 【原文(カタカナ書き)】＜地の巻18＞ オノコロトマシナフノアヤ
ヨミテオノコロ
ヨロモノオ　ウミシハムカシ
アメツチノ　アホウヒイマタ
アメミヲヤ　アテオムスビテ
フクウツホ　キワナクメクリ
ウヰトウヌ　アウヌムスビテ
アマツクリ　ウヌアマジリテ
ウハムスビ　ウビオクニタマ
カテムスビ　ムネホヱラミテ
ヒトマロメ　アカミヤニスヱ
シテムスビ　ミナモトヱラミ
ツキノワト　シラミヤニスヱ
ウヌノテノ　ウツロヰオムマ
ウヰノテノ　シナドハクツハ
ヒカリムチ　オテニクニタマ
ノリメクル　オトハホオコホ
ウビコニヱ　ニアカルヤマゾ
ノテムスビ　ノカゼニカワク
クコワニニ　ヒツメノアトハ
ノラトミチ　シノタマヤマニ
シタタリガ　ナガレウミナル
カノミタマ　コワニヨロコビ
ウハノテオ　ワトアニワケテ
アイウエオ　ウツホカゼホト
ミヅハニノ　マジワリナレル
ミナカヌシ　ヤオモニウメル
ヒトハホシ　ホシハタネナス
ミヲヤカミ　ヒトニウマレテ
ウグメクニ　トコヨノミチオ
ヲシユカミ　クニトコタチモ

## 秀真文字は表意文字――天御祖神を意味する文字について
『ホツマツタヱ』に使用されている秀真文字および文字ヲシテは、母音・子音の48文字から成り立っており、その文字の一つ一つに意味がある表意文字であるが、その中でも下記の母音・子音（カタカナ書き）には、天御祖神の意味合いがあるとされている。
「ア」…宇宙そのものの始まり。宇宙の創造神であるアメミヲヤ、および左巻きの渦巻き「ア」を意味する。
「ヤ」…宇宙の創造神のアメミヲヤを崇めること。数字の8。
「イ」…風となってアメミヲヤを崇めること。数字の5。
「ユ」…火となってアメミヲヤを崇めること。
「エ」…水となってアメミヲヤを崇めること。
「ヨ」…土となってアメミヲヤを崇めること。数字の4。